# Susan Sideropoulos
Susan Sideropoulos (in greco: Σούζαν Σιδηροπούλου, trasl.: Souzan Sidiropoulou; Amburgo, 14 ottobre 1980) è un'attrice e conduttrice televisiva tedesca  di origine greca e israeliana.
Attrice attiva prevalentemente in campo televisivo, ha partecipato ad una dozzina di differenti produzioni a partire dal 2001. Il ruolo che le ha dato la popolarità è quello di Verena Koch nella soap opera Gute Zeiten, schlechte Zeiten, ruolo interpretato per undici anni, dal 2001 al 2011.
Ha inoltre condotto l'edizione del 2006 del programma musicale Top of the Pops.

## Biografia

### Vita privata
Si è sposata nel 2005 (e nuovamente nel 2006 secondo il rito ebraico) con Jakob Shitzberg, dal quale ha avuto due bambini: Joel Panotis, nato nel marzo 2010, e Liam Chaim, nato nell'agosto del 2011.

## Filmografia
- Gute Zeiten, schlechte Zeiten - soap opera (2001-2011) - ruolo: Verena Koch
- Problemzone Mann - film TV (2002)
- GZSZ Inside - Highlights, Stars und vieles mehr - film TV (2006)
- Hammer & Hart - film TV (2006) - Gina
- Im Namen des Gesetzes - serie TV, 1 episodio (2006)
- WunderBar - serie TV, 8 episodi (2008-2010)
- Squadra Speciale Cobra 11 - serie TV, 1 episodio (2009)
- Guardia costiera - serie TV, 1 episodio (2013) - Vanessa Gerlach
- Familie Undercover - serie TV (2013 - ...) - Lisa Kaczmarek
- Der Minister - film TV (2013) - Karin Breitmann
- Danni Lowinski - serie TV, 1 episodio (2013)
- Willkommen im Club - film TV (2013)

## Programmi televisivi (Lista parziale)
- Die 90er Show - 1 puntata (2004)
- Top of the Pops (2006, co-conduttrice)
- Die ultimative Chartshow - 1 puntata (2007)
- Let's Dance (2007)
- Die ultimative Chartshow - 1 puntata (2008)
- Die ultimative Chartshow - 1 puntata (2009)
- Die Oliver Pocher Show - 1 puntata (2010)
- Mein allerschönstes Weihnachtslied (2011)

## Premi e riconoscimenti
- 2008: nomination al German Comedy Award come miglior attrice in una serie TV commedia per WunderBar[12]